# Архагат (старший син Агафокла)
Архагат (дав.-гр. Ἀρχάγαθος, не раніше 333 року до н. е. — 307 рік до н. е.) — старший син тирана Сиракуз Агафокла. Один з воєначальників під час африканського походу проти Карфагена. Коли сиракузький тиран був змушений повернутися з Африки до Сицилії, то залишив командування африканським корпусом своєму синові Архагату. Дії нового воєначальника виявилися менш успішними. Після низки перемог він розділив армію на три частини, дві з яких були переможені карфагенянами. Агафокл приплив на допомогу синові, але не зміг переломити ситуацію. Обурені солдати ледь не вбили тирана Сіракуз. Після того, як Агафоклу вдалося втекти назад до Сицилії, солдати, що залишилися в Африці, стратили Архагата.

## Походження. Сім'я. Служба під керівництвом Агафокла
Батько Архагата Агафокл на початку своєї кар'єри здобув прихильність стратега Дамаса, який висунув Агафокла на посаду хіліарха (командира тисячі легкоозброєних воїнів). Після смерті свого покровителя Дамаса в 333 році до н. е. Агафокл одружився з його вдовою, чим забезпечив собі володіння великим статком. У цьому шлюбі у майбутнього тирана Сіракуз народилися Архагат і Гераклід. У подіях 289 року до н. е., згідно з античними джерелами, брав участь син Архагата, також Архагат. Ніякої інформації про матір останнього і відповідно дружину або коханку Архагата не наведено.
Агафокл взяв старших синів у африканский похід проти Карфагену. Під час битви при Білому Тунісі у 310 році до н. е. він керував правим крилом грецької армії. У 309 році до н. е. за участю Архагата стався скандал, який мало не закінчився заколотом. Під час бенкету один з шанованих солдатами офіцерів Лікіск, напившись, став звинувачувати Архагата в перелюбстві з мачухою, дружиною Агафокла Алькією. Молодий чоловік не витерпів і вбив Лікіска списом. Наступного дня друзі вбитого, багато з яких займали командні посади, стали підбурювати до заколоту. Натовп солдатів вирішив, що Архагата слід стратити, а якщо Агафокл не видасть сина, то поплатиться особисто. Агафокл вийшов до бунтівних солдатів в простому одязі. Його полум'яна промова, в якій він згадував свої заслуги та говорив, що готовий померти, якщо це буде корисним для спільної справи, змінила настрої солдатів. Скориставшись моментом Агафокл вивів армію на битву.

## Самостійний воєначальник
Коли Агафокл був змушений повернутися до Сицилії, то залишив головнокомандувачем грецьких сил в Африці Архагата. Спочатку його дії були успішними. Солдати під керівництвом Евмаха досягли успіхів у внутрішніх областях Карфагена. Вони згідно з Діодором завоювали кілька міст, жодне з яких не може бути ідентифіковане з повною впевненістю. Карфагеняни в цей час зібрали армію, яку розділили на три частини. Архагат також розділив свої війська. Дві частини грецької армії зазнали поразки. Архагат, який керував третьою, повернувся в Білий Туніс і попросив допомоги в батька. Агафокл незабаром приплив з флотом в 17 трирема. Він застав свої війська в стані заколоту. На тлі поразок Архагат не міг виплачувати солдатам платню. Дії Агафокла не змогли переломити ситуацію. У викладі Діодора в один момент розлючені солдати навіть закували свого воєначальника в кайдани. Після того, як сум'яття і розгубленості охопило військо, в умовах відсутності дисципліни, Агафокла звільнили, він піднявся на корабель і наказав відчалювати. Згідно з Юстином Агафокл, щоб заспокоїти солдатів повів їх у бій проти карфагенян. Після поразки він був змушений тікати. Сини тирана залишилися в Африці та були страчені власними солдатами.
Коли Агафокл дізнався про вбивство синів, він наказав братові Антандру стратити всіх родичів солдат, які брали участь в поході проти Карфагена. Антандр підійшов до завдання відповідально. За його наказом були вбиті не тільки брати, батьки та сини повсталих проти Агафокла солдатів, але і їх старі діди, маленькі діти обох статей і дружини. Страту скоїли на узбережжі. Діодор Сицилійський підкреслює особливо, що ні в чому не винним людям було відмовлено в похоронних обрядах.